# Smučišče Stari vrh
Stari vrh (1217 mnm) je vzpetina v Škofjeloškem hribovju med Poljansko in Selško dolino. Na njegovem pobočju se nahaja istoimensko smučišče STC Stari vrh. Dostopno je po cesti iz Škofje Loke (20 km). 
Smučišče Stari vrh obiskujejo predvsem ljubitelji rekreativnega smučanja, organizirana pa so tudi rekreativna, državna in FIS-tekmovanja. V zadnjih letih je smučišče popularno po nočnem sankanju. Večina prog ima možnost umetne zasnežitve. Leta 2007 je na njem začela obratovati sodobna ogrevana šestsedežnica, ki je pozitivno dopolnila ostale vlečnice (sidra in krogce).

## Poletne aktivnosti
Izven smučarske sezone je Stari vrh poznan po sledečih aktivnostih:
- sprehajalnih poteh,
- kolesarskih poteh,
- gozdni učni poti,
- jadralnem padalstvu,
- letenje z zmaji,
- turističnem jahanju,
- tekaški progi,
- tenis igrišču,
- košarkarskem igrišču,
- nogometnem igrišču,

Kraj je tudi izhodišče za planinske ture v okoliške gore, Mladi vrh- (1374 m), Koprivnik- (1393m), Blegoš- (1562m), Lubnik- (1025m), Miklavška gora- (955m), Ratitovec- (1678m), Porezen- (1630m). V kraju je več turističnih kmetij; Podmlačan, Žgajnar, Tavčar, Davčen, Ožbet, Zakrašnik...